# Diogo Silvestre Bittencourt
Diogo Silvestre Bittencourt, bedre kendt som Diogo (født 30. december 1989), er en brasilianskfødt fodboldspiller. I 2009 blev han udvalgt på det brasilianske u20 hold til VM. Hans præstationer har imponeret mange storklubber. Især AC Milan har holdt et vågent øje med den talentfulde venstre back.